# 1471 w literaturze
Wydarzenia literackie w 1471 roku.

## Zmarli
- Antonio Beccadelli, włoski poeta
- Dionizy Kartuz, Sługa Boży i pisarz
- Thomas Malory, angielski pisarz
- Tomasz à Kempis, pisarz religijny